# قرار مجلس الأمن التابع للأمم المتحدة رقم 863
قرار مجلس الأمن التابع للأمم المتحدة رقم 863، المتخذ بالإجماع في 13 أيلول / سبتمبر 1993، بعد إعادة التأكيد على القرارات 782 (1992)، 797 (1992)، 818 (1993) و 850 (1993) بشأن الحالة في موزمبيق، ناقش المجلس تنفيذ اتفاقيات روما السلام.
وأكد مجلس الأمن من جديد أهمية اتفاق السلام العام لموزمبيق وتنفيذه في الوقت المناسب. وأشاد بجهود الأمين العام بطرس بطرس غالي وممثله الخاص وعملية الأمم المتحدة في موزمبيق ومنظمة الوحدة الأفريقية ورحب بالتقدم المحرز مؤخراً في عملية السلام والاتفاق الناتج عن محادثات مباشرة بين رئيس موزمبيق والمقاومة الوطنية الموزمبيقية. وتم التأكيد على ضرورة عدم فرض أي شروط على تقليص وتسريح القوات، أو مزيد من الوقت للحصول على تنازلات، كما أعرب القرار عن قلقه من التأخير في تنفيذ بعض الأجزاء المهمة من اتفاق السلام وانتهاكات وقف إطلاق النار.
وشدد المجلس على وجوب احترام اتفاقيات السلام العامة وضرورة إجراء الانتخابات في أكتوبر 1994. وأصر على أن يتفق الطرفان على الفور على جدول زمني لتنفيذ الاتفاق، وشدد أيضاً على التجميع الفوري للقوات وتسريحها، وحث المقاومة الوطنية الموزمبيقية على الانضمام إلى حكومة موزمبيق على هذا النحو.
بعد ذلك ، تمت دعوة المقاومة والأحزاب السياسية الأخرى للانضمام إلى حكومة موزمبيق في الاتفاق بسرعة على قانون انتخاب يجب أن يتضمن أحكامًا بشأن لجنة الانتخابات الوطنية، ودعوة جميع الأطراف لتشكيل اللجنة الوطنية للإدارة، واللجنة الوطنية للإعلام و عمل لجنة شؤون الشرطة. وأثنى على الاتفاقات بين الطرفين في مابوتو بشأن إعادة الاندماج في إدارة الدولة لجميع المناطق الخاضعة الآن لسيطرة المقاومة وكذلك بشأن طلب مراقبة جميع أنشطة الشرطة من قبل الأمم المتحدة. وفي هذا الصدد، طُلب من الأمين العام أن يدرس الاقتراح المتعلق برصد أنشطة الشرطة بينما رحب بعزمه على إرسال فريق مسح من الخبراء بشأن وحدة شرطة الأمم المتحدة المقترحة.
واختتم القرار بدعوة الطرفين إلى ضمان الحفاظ على الزخم نحو التنفيذ الكامل لاتفاقات السلام، وحث المجتمع الدولي على مواصلة تقديم المساعدة الإنسانية دون عوائق من أي طرف في موزمبيق. وطُلب من الأمين العام تقديم تقرير بحلول 31 تشرين الأول / أكتوبر 1993 عن التطورات.

## روابط خارجية
- نص القرار في undocs.org